# Zweedse tang

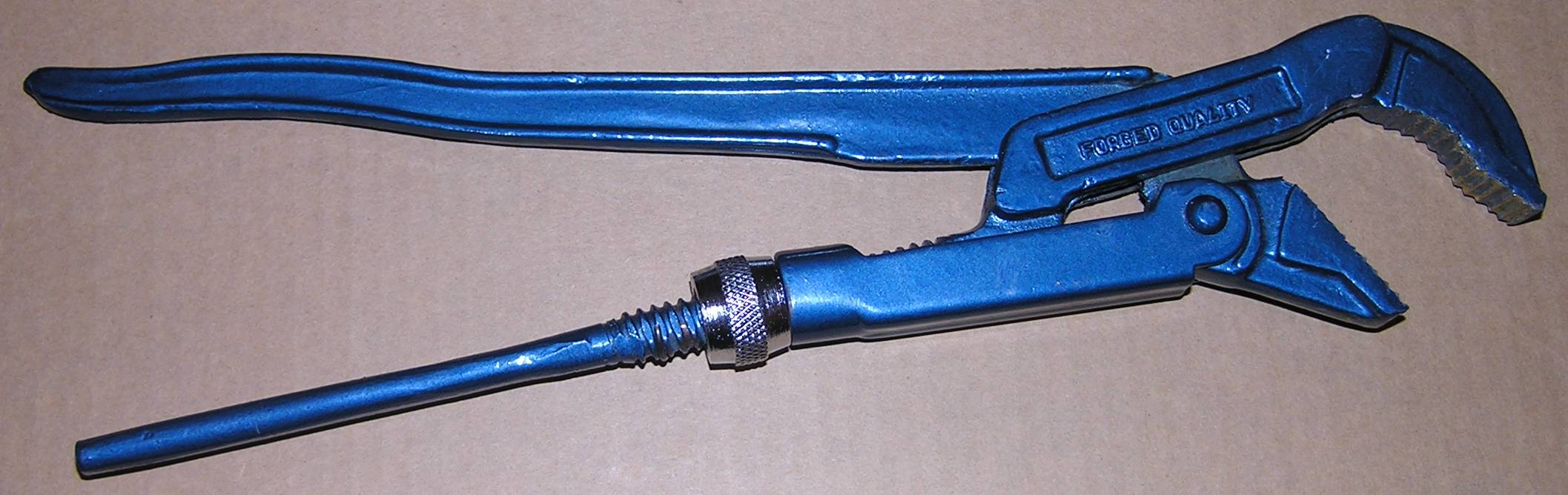
Zweedse tang

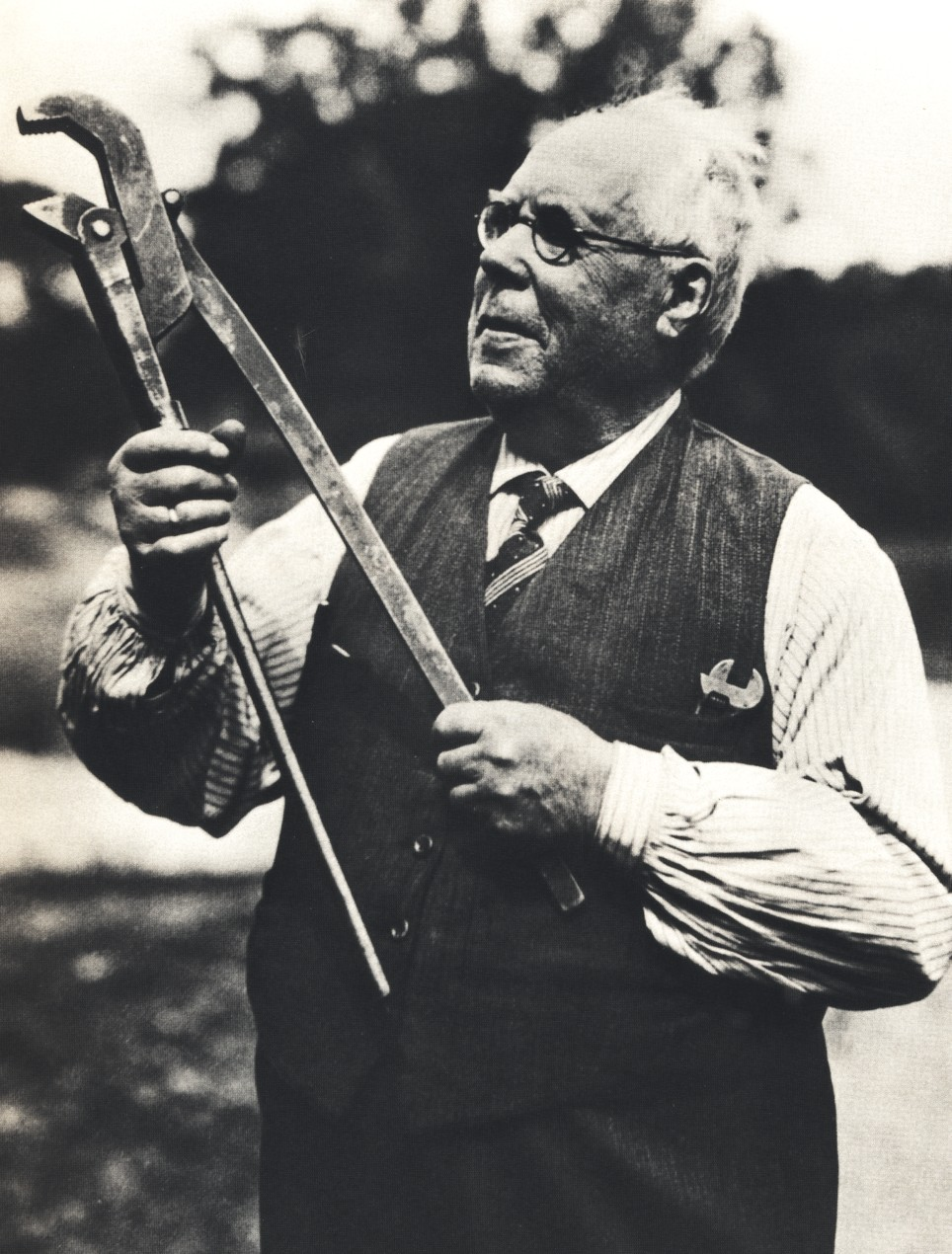
J P Johansson, uitvinder van de Zweedse tang

Een Zweedse tang, ook wel moordenaar genoemd, is een stuk gereedschap voor het omklemmen van ronde voorwerpen zoals buizen of assen, bijvoorbeeld wanneer deze vast- of losgedraaid moeten worden.
De instelling van de bekopening gebeurt door middel van een stelmoer, hetgeen overeenkomt met bijvoorbeeld de pijptang.
De Zweedse tang heeft langere armen dan bijvoorbeeld de waterpomptang, waardoor grotere krachten kunnen worden aangewend.